# Franco Aragón
Franco Aragón (José C. Paz, Provincia de Buenos Aires, Argentina, 5 de abril de 1994) es un futbolista argentino que se desempeña como  enganche en Club Sportivo 2 de Mayo de la Primera División de Paraguay.

## Trayectoria

### Ferro
Se incorpora a las divisiones inferiores de Ferro con edad de séptima división.

### J. J. Urquiza
En agosto del año 2014 se cierra su traspaso a  J. J. Urquiza  por 18 meses a préstamo desde Ferro, club dueño de su pase, se fue junto con el delantero Martín Delgado.
El 4 de septiembre de 2014 tuvo su debut ingresando como titular en el partido entre  J. J. Urquiza  - Deportivo Riestra, partido que termina empatado 1 - 1 con goles de Mauro Macalik por  J. J. Urquiza  y Sebastián Soto por Deportivo Riestra, jugó 62 minutos en dicho partido hasta que fue reemplazado por Franco Parodi.

### Ferro
En enero del año 2015 tras su paso por  J. J. Urquiza  integra el plantel profesional que realiza la pretemporada y empieza a formar parte de los 18 jugadores convocados a los partidos.
El 6 de mayo de 2015, en la temporada 2014/2015, fue llevado por primera vez al banco de suplente en el partido entre Gimnasia (J)  - Ferro, partido que termina empatado 1 a 1 con goles de Federico Haberkorn a los 27 minutos del primer tiempo por Gimnasia (J)  y de Julio Mozzo a los 43 minutos del primer tiempo por Ferro, no ingresó por lo que no disputó minutos en dicho partido.
El 10 de mayo de 2015 tuvo su debut en ingresando como suplente en el partido entre Ferro - Sp. Estudiantes, partido que termina ganando 3 - 0 Sp. Estudiantes con goles de Alfredo Roldán a los 4 minutos del segundo tiempo, Agustín Curima a los 36 minutos del segundo tiempo y gol de Cristian Núñez a los 42 minutos del segundo tiempo, jugó 26 minutos en dicho partido al ingresar en reemplazo de Reinaldo Alderete.
El 20 de mayo de 2015 tuvo su debut como titular marcando un gol en el partido entre Ferro - Boca Unidos por la Copa Argentina 2014-15 partido que termina empatado 1 - 1 definiendo en penales por 5 – 3 a favor de Ferro. Los goles los marcaron Franco Aragón a los 13 minutos del primer tiempo de penal para Ferro y gol de José Vizcarra a los 2 minutos del segundo tiempo para Boca Unidos, jugó 45 minutos en dicho partido y fue reemplazado al comenzar el segundo tiempo por Víctor Gómez.

### Sportivo Italiano
A mediados del 2022 se confirma su llegada al equipo para disputar lo que restaba del Campeonato de Primera C 2022. y debuta a menso de una semana de oficializada su llegada en el partido contra Berazategui, partido en el que arranca como titular con la 10 y convierte su primer gol.

## Estadísticas
- Actualizado hasta el 24 de octubre de 2022.

| Ferro Argentina |                     |                     |    |   |   |   |   |    |    |   |
| 2.ª | 2013-14             | 0                   | 0  | 0 | 0 | — | — | 0  | 0  |   |
| Total | Total               | 0                   | 0  | 0 | 0 | 0 | 0 | 0  | 0  |   |
| J. J. Urquiza Argentina |                     |                     |    |   |   |   |   |    |    |   |
| 4.ª | 2014-15             | 11                  | 2  | 1 | 1 | — | — | 12 | 3  |   |
| Total | Total               | 11                  | 2  | 1 | 1 | 0 | 0 | 12 | 2  |   |
| Ferro Argentina |                     |                     |    |   |   |   |   |    |    |   |
| 2.ª | 2015                | 10                  | 0  | 2 | 1 | — | — | 12 | 0  |   |
| 2.ª | 2016                | 0                   | 0  | 0 | 0 | — | — | 0  | 0  |   |
| Total | Total               | 10                  | 0  | 2 | 1 | 0 | 0 | 12 | 1  |   |
| Defensores de Belgrano Argentina | 3.ª                 | 2016-17             | 26 | 2 | 0 | 0 | — | —  | 26 | 2 |
| Defensores de Belgrano Argentina | Total               | Total               | 26 | 2 | 0 | 0 | 0 | 0  | 26 | 2 |
| Ferro Argentina | 2.ª                 | 2017-18             | 3  | 0 | 0 | 0 | — | —  | 3  | 0 |
| Ferro Argentina | Total               | Total               | 3  | 0 | 0 | 0 | 0 | 0  | 3  | 0 |
| Resistencia Sport Club Paraguay | 1.ª                 | 2022                | 13 | 0 | - | - | - | -  | 13 |   |
| Resistencia Sport Club Paraguay | Total               | Total               | 13 | 0 | - | - | - | -  | 13 | 0 |
| Sportivo Italiano Argentina | 4.ª                 | 2022                | 7  | 2 | - | - | - | -  | 7  | 2 |
| Sportivo Italiano Argentina | Total               | Total               | 7  | 2 | - | - | - | -  | 7  | 2 |
| Total en su carrera | Total en su carrera | Total en su carrera | 70 | 6 | 3 | 2 | 0 | 0  | 73 | 8 |
| (1) La copa nacional se refiere a la Copa Argentina y Supercopa Argentina . (2) La copa internacional se refiere a la Copa Sudamericana, Recopa Sudamericana, Copa Libertadores y Copa Suruga Bank. |                     |                     |    |   |   |   |   |    |    |   |

## Palmarés

### Títulos nacionales
| Título         | Equipo                | Sede     | Año  |
| -------------- | --------------------- | -------- | ---- |
| Copa Argentina | Central Córdoba (SdE) | Santa Fe | 2024 |